# Olivier-Maxence Prosper
Olivier-Maxence Gaetan Prosper (Montréal, 3 luglio 2002) è un cestista canadese, professionista nella NBA con i Dallas Mavericks.

## Carriera

### Club
Dopo aver disputato una stagione con i Clemson Tigers e due con i Marquette Golden Eagles, nel 2023 viene selezionato al Draft NBA con la ventiquattresima scelta assoluta dai Sacramento Kings, che lo cedono subito ai Dallas Mavericks.

### Nazionale
Con la nazionale Under-19 canadese ha vinto la medaglia di bronzo ai Mondiali di categoria del 2021.

## Statistiche

### College
| Anno      | Squadra             | PG | PT | MP   | TC%  | 3P%  | TL%  | RP  | AP  | PRP | SP  | PP   |
| --------- | ------------------- | -- | -- | ---- | ---- | ---- | ---- | --- | --- | --- | --- | ---- |
| 2020-2021 | Clemson Tigers      | 22 | 2  | 9,7  | 34,6 | 16,7 | 68,2 | 1,9 | 0,3 | 0,2 | 0,1 | 2,5  |
| 2021-2022 | Marquette G. Eagles | 32 | 25 | 20,7 | 46,1 | 31,7 | 82,0 | 3,3 | 0,9 | 0,9 | 0,1 | 6,6  |
| 2022-2023 | Marquette G. Eagles | 36 | 36 | 29,1 | 51,2 | 33,9 | 73,5 | 4,7 | 0,7 | 0,9 | 0,1 | 12,5 |
| Carriera  | Carriera            | 90 | 63 | 21,4 | 47,8 | 31,6 | 74,9 | 3,5 | 0,7 | 0,7 | 0,1 | 8,0  |

### NBA

#### Regular Season
| Anno      | Squadra          | PG | PT | MP   | TC%  | 3P%  | TL%  | RP  | AP  | PRP | SP  | PP  |
| --------- | ---------------- | -- | -- | ---- | ---- | ---- | ---- | --- | --- | --- | --- | --- |
| 2023-2024 | Dallas Mavericks | 40 | 1  | 8,4  | 38,5 | 28,9 | 68,3 | 2,0 | 0,6 | 0,2 | 0,1 | 3,0 |
| 2024-2025 | Dallas Mavericks | 52 | 4  | 11,2 | 40,2 | 23,5 | 64,5 | 2,4 | 0,8 | 0,5 | 0,1 | 3,9 |
| Carriera  | Carriera         | 92 | 5  | 10,0 | 39,6 | 26,0 | 65,8 | 2,2 | 0,7 | 0,4 | 0,1 | 3,5 |

#### Playoffs
| Anno     | Squadra          | PG | PT | MP  | TC% | 3P% | TL% | RP  | AP  | PRP | SP  | PP  |
| -------- | ---------------- | -- | -- | --- | --- | --- | --- | --- | --- | --- | --- | --- |
| 2024     | Dallas Mavericks | 3  | 0  | 3,0 | 0,0 | -   | -   | 1,0 | 0,3 | 0,0 | 0,0 | 0,0 |
| Carriera | Carriera         | 3  | 0  | 3,0 | 0,0 | -   | -   | 1,0 | 0,3 | 0,0 | 0,0 | 0,0 |

### G League
| Anno      | Squadra       | PG | PT | MP   | TC%  | 3P%  | TL%  | RP  | AP  | PRP | SP  | PP   |
| --------- | ------------- | -- | -- | ---- | ---- | ---- | ---- | --- | --- | --- | --- | ---- |
| 2023-2024 | Texas Legends | 24 | 24 | 33,6 | 51,2 | 42,5 | 76,7 | 7,7 | 1,9 | 1,0 | 0,5 | 18,3 |
| Carriera  | Carriera      | 24 | 24 | 33,6 | 51,2 | 42,5 | 76,7 | 7,7 | 1,9 | 1,0 | 0,5 | 18,3 |